# Gulnora Karimova
Pour les articles homonymes, voir Karimova.
Gulnora Islomovna Karimova ou Gulnara Karimova (en russe : Гульнара Исламовна Каримова, Goulnara Islamovna Karimova, née le 8 juillet 1972 à Ferghana), est la fille aînée d'Islam Karimov, président de l'Ouzbékistan de l'indépendance du pays en 1991 à 2016. Arrêtée pour avoir détourné des actifs publics à hauteur de 1,7 milliard de dollars, elle a été définitivement condamnée à treize ans de prison en mars 2020. Semi-mondaine, elle a entretenu des liens d'influence avec des personnalités influentes du monde anglo-américain.

## Biographie

### Études
Gulnora Karimova possède un diplôme de designer en bijouterie à la Fashion Institute of Technology de New York (1992), un doctorat en sciences politiques de l'université de Tachkent (1994) et une maîtrise ès arts de l'université Harvard (2000)[réf. nécessaire].

### Activités économiques
Femme d'affaires, elle possède une fortune estimée à un milliard d'euros. Elle a accumulé sa fortune en investissant dans des domaines variés, profitant notamment de son lien de parenté avec le président ouzbek lors des privatisations qui ont suivi la chute de l'URSS. Ses investissements vont des bijouteries au coton, en passant par les télécommunications (actionnaire majoritaire de Uzdunrobita, l'opérateur de téléphonie ouzbek), les hydrocarbures (notamment l'exploitant ouzbek de gaz qu'elle a revendu à Gazprom), les night-clubs de Tachkent, les hôtels, la grande distribution, l'or, l'immobilier (à Moscou et en Europe), les stations thermales, ou encore les banques (aux Émirats arabes unis). Elle domine aussi l'économie de son pays en étant présidente du syndicat patronal ouzbek.
En 2014, une enquête révèle que Gulnora Karimova tiendrait l'essentiel de sa colossale fortune de détournement de fonds publics, et notamment de pots-de-vin touchés lors de l'entrée des sociétés étrangères sur le marché des télécommunications ouzbeks ; inculpée par une enquête franco-suisse pour blanchiment en bande organisée, tous ses biens dans ces deux pays sont saisis, dont le château de Groussay. 

### Activités politiques et diplomatiques
Sa fortune et son lien de parenté avec le président ouzbek lui ont permis d'accéder au poste de vice-ministre ouzbèke des Affaires étrangères chargée de la coopération culturelle et humanitaire. Ce rôle lui permet de bénéficier d'une immunité diplomatique, laquelle lui a permis d'échapper à la justice américaine en 1999, lorsqu'elle fut poursuivie pour « enlèvement d'enfants » à la suite de son divorce.
En janvier 2010, elle devient ambassadrice de l'Ouzbékistan en Espagne. Elle est membre du Cercle diplomatique de Genève ,.
En 2010, une série de dépêches diplomatiques dévoilées par WikiLeaks décrivent Gulnora Karimova comme la personne la plus détestée de son pays, et aussi des milieux d'affaires en raison de la multitude d'affaires qu'elle a usurpées en utilisant ses connexions politiques.
En 2012, elle a reçu le prix de « La coopération humanitaire et la route de la Soie »  de la part de l'Organisation de coopération de Shanghai. 
Un temps favorite à la succession de son père à la tête du pays,, elle est tombée en disgrâce et est assignée à résidence.

### Activités culturelles et artistiques
Dans le domaine de la culture, outre ses activités de vice-ministre, elle a créé la semaine de la mode et du design de Tachkent (appelée Style.Uz), une marque de bijoux (Guli) et une fondation pour la culture et l'art d'Ouzbékistan (Fund Forum). D'autre part, elle a pris un nom de scène, GooGoosha, pour enregistrer une chanson de variétés, Unutma Meni, qu'elle aurait vendue à 300 000 exemplaires. Elle est d'ailleurs devenue par la suite présidente de la société des auteurs-compositeurs d'Ouzbékistan.
En 2012, elle enregistre un duo avec Gérard Depardieu : Nebo moltchit (Le ciel se tait, en russe).

### Poésie
Dans son édition annuelle d'un recueil de poèmes de 2024, la maison d'édition allemande Brentano-Gesellschaft de Francfort-sur-le-Main a publié le poème de Gulnara Karimova Le monde est un flux d'éclairs et d'aperçus.

## Procès
En septembre 2009, elle achète à l'animateur Arthur, son duplex situé dans les immeubles Walter (Paris), 30 millions d'euros,. Poursuivie pour blanchiment d'argent, le duplex a été vendu aux enchères par la justice française le 23 mars 2017. La mise à prix à 500 000 euros, a été emportée par le marchand de biens Pierre Reynaud, directeur du groupe PRI,, pour la somme de 13 millions d'euros,. Depuis l'automne 2014, elle serait assignée à résidence surveillée à Tachkent.
En 2013, les justices suisse et française s'intéressent à son implication dans une opération de blanchiment d'argent dans le cadre d'un pot-de-vin de 300 millions de dollars qui aurait été versé par l'entreprise suédoise TeliaSonera pour remporter un marché de réseau mobile en Ouzbékistan. La justice suisse annonce le 12 mars 2014 ouvrir une enquête contre Goulnara Karimova pour blanchiment d'argent.
Remise peu après en détention, elle propose le 3 mars 2020 de rembourser 686 millions de dollars aux autorités en échange de sa libération.

## Discographie
- Googoosha, (Album) Googoosha, Gamma Promotion, 2012.
- Googoosha, (Single) Round Run, Gamma Promotion, 2012[27].